# Chaetonotus antipai
Chaetonotus antipai är en djurart som tillhör fylumet bukhårsdjur, och som beskrevs av Rodewald 1938. Chaetonotus antipai ingår i släktet Chaetonotus och familjen Chaetonotidae.
Artens utbredningsområde är Svarta Havet. Inga underarter finns listade i Catalogue of Life.